# 古川拓哉
古川 拓哉（ふるかわ たくや、1978年7月14日 - ）は、日本の政治家。愛媛県新居浜市長（1期目）、元愛媛県議会議員（4期）、元新居浜市議会議員（1期）。

## 経歴
愛媛県新居浜市生まれ。帝京大学卒業。愛媛県議会議員森高康行事務所、渋谷区議会議員伊藤毅志事務所、参議院議員関谷勝嗣事務所に勤務。

### 新居浜市議会議員
2007年4月20日に行われた新居浜市議会議員選挙に無所属で立候補し、初当選を果たした。市議会では最大会派の自民クラブに所属した。2011年4月10日に行われる愛媛県議会議員選挙への立候補を表明し、同年3月30日に議員辞職願を提出。

### 愛媛県議会議員
2011年4月10日に行われた愛媛県議会議員選挙では新居浜市選挙区から自民民主党公認で立候補し、初当選を果たした。後に自由民主党に離党し、2012年10月より中村時広愛媛県知事と関係の深い県議会会派愛媛維新の会に加入した。
2022年には愛媛県議会副議長を務めた。2024年8月に同年11月10日に行われる新居浜市長選挙への立候補を表明した。

### 新居浜市長
2024年11月11日に行われた新居浜市長選挙に無所属で立候補。引退を表明した石川勝行新居浜市長の後継候補として出馬した元副市長の加藤龍彦との新人同士の一騎打ちとなり、40年ぶりの新人同士の対決となった。2万4,275票を獲得し、加藤龍彦を5,945票差で破り初当選を果たした。

## 不祥事・騒動
- 2023年2月3日に街頭活動をインスタグラムで紹介する際、「見かけたら是非クラクションなどリアクションを宜しくお願いします」と投稿した[9]。道路交通法は危険回避以外の目的で鳴らすことを禁じており、読売新聞の指摘後に投稿を修正し「認識不足だった」と述べている[9]。